# とも
𪜈 (トモ) は、片仮名の一つである。

## 字源
「トモ」の合字である。

## 用例
近世から近代の日本で使用されている。
右上に濁点をつけた「𪜈゙ (ドモ)」もある。
- 1.「旅客手迴リ荷物其外所持ノ品タリ𬼀（シテ）總テ之カ爲ニ別段ニ賃金ヲ拂ヒ其受取證書ヲ取置カサレハ若シ紛失毀損等アル𪜈（トモ）政府ニ於テ關係セサルヘシタトヒ賃金ヲ拂ヒ證書ヲ取置𪜈（トモ）其毀損紛失等ヲ償フハ只旅客自用衣服ノミニ止リ且償金モ五十圓ニ過ルヿ（コト）ナシ」『鐵道略則』（明治五年五月四日太政官布告第百四十六号）[3]
- 2. […] 是ヲ燒ク法、曠野ニ一大坑ヲ穿チ其底ト内圍ニ遍瓦磗ヲ敷連子、樹ノ幹枝𪜈（トモ）ニ截テ其内ニ積ミ焚シ了テ煙消シ通紅トナル（トキ）尋常ノ灰汁ヲ取テ少シ宛頻〻ニ撒ス（トキ）ハ其灰ノ鹽氣凝結𬼀（シテ）堅キ塊片トナル。[4]」 (宇田川榕菴、『遠西医方名物考』、巻四、1822)

## 符号位置
この文字は現在、片仮名であるにもかかわらず、UnicodeのCJK Unified Ideographs Extension C（CJK統合漢字拡張C）に含まれている。
2002年4月、ISO/IEC JTC 1/SC 2/WG 2へと提出するCJK統合漢字拡張Cの草案として、Ideographic Rapporteur Groupの日本グループは、おもに今昔文字鏡に含まれる国字を中心としたJMKソースの漢字集合を提出した。これには「𪜈」(JMK65004)のほかに「ト云」(JMK65005)および「トキ」(JMK65003)の合略仮名も“国字”として含まれていた。
のちにこれらの文字の具体的な典拠を調査する要が生じた際に、「𪜈」は下中邦彦編『大辭典』下巻 (ISBN 9784582119008) が具体的な典拠として挙げられた (ただし、漢字としての用法ではなく合略仮名としての用法である) ものの、残りの二字に関しては典拠が提出されず、CJK統合漢字拡張Cへの収録は見送られた。加えて日本からの合略仮名の国際提案に関しては2009年以降 (漢字としての) 新規の提案を見送ることとなっており、これにより Unicode 11.0 現在においても、片仮名の合字としては「𪜈」一字のみがCJK統合漢字に登録されている。
| 記号 | Unicode | JIS X 0213 | 文字参照            | 名称 |
| ---- | ------- | ---------- | ------------------- | ---- |
| 𪜈   | U+2A708 | -          | &#x2A708; &#173832; | トモ |